# Resolução 277 do Conselho de Segurança das Nações Unidas
A Resolução 277 do Conselho de Segurança das Nações Unidas aprovada em 18 de março de 1970, o Conselho reafirmou as suas resoluções anteriores e registou com grande preocupação que os esforços até à data para levar a rebelião até ao fim falharam, alguns países (Portugal e África do Sul mencionados especificamente) não cumpriram as resoluções do Conselho e que a situação na Rodésia do Sul prosseguiu deteriorando em consequência das novas medidas do regime.
O Conselho reafirmou também a responsabilidade do Reino Unido sobre o território e exigiu a retirada imediata do pessoal armado sul-africano da Rodésia do Sul. O Conselho acabou por decidir que todos os Estados membros cortarão imediatamente todas as relações diplomáticas, consulares, comerciais, militares e outras e terminarão qualquer representação que mantivessem no território, interromper imediatamente qualquer meio de transporte existente para e da Rodésia do Sul e que e as organizações regionais suspendem a filiação do regime ilegal.
A resolução foi aprovada por 14 votos, enquanto a Espanha se absteve.